# 阿夫兰格
阿夫兰格（法語：Affringues，法語發音：[afʁɛ̃ɡ]）是法国上法蘭西大區加来海峡省的一个市镇，属于圣奥梅尔区。

## 地理
阿夫兰格（50°41'21"N, 2°4'24"E）面积2.81 平方千米，位于法国上法蘭西大區加来海峡省，该省份为法国北部沿海省份，西北濒北海，南至索姆省，东临北部省。
与阿夫兰格接壤的市镇（或旧市镇、城区）包括：巴扬冈莱瑟南冈、维姆、兰布尔、涅勒莱布莱坎、瑟南冈、埃尔讷。
阿夫兰格的时区为UTC+01:00、UTC+02:00（夏令时）。

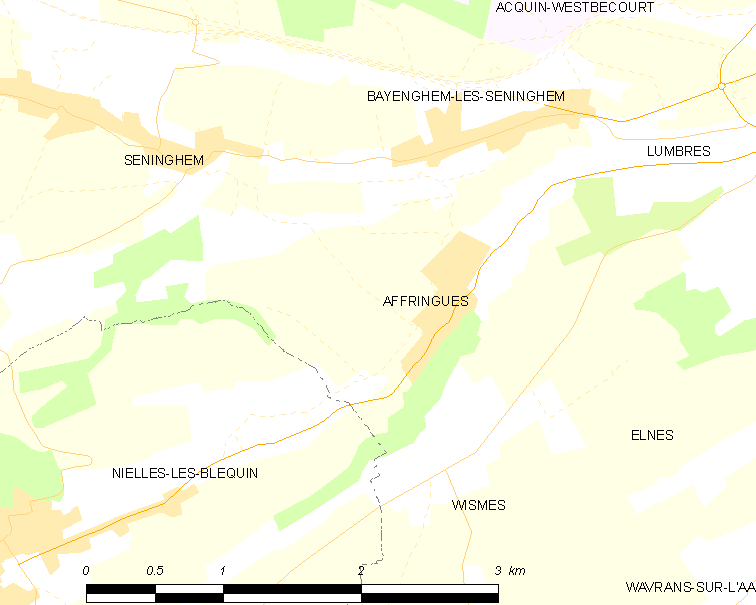
阿夫兰格的OSM定位图

## 行政
阿夫兰格的邮政编码为62380，INSEE市镇编码为62010。

## 政治
阿夫兰格所属的省级选区为兰布尔县。

## 人口

1962-2008年间阿夫兰格人口变化图示

阿夫兰格于2022年1月1日时的人口数量为255人。